# Biggles má prázdniny
Biggles má prázdniny (v originále: Biggles Takes a Holiday) je dobrodružná kniha o pilotovi jménem James Bigglesworth od autora W. E. Johnse z roku 1949. V Česku byla vydána nakladatelstvím Toužimský & Moravec v Praze v roce 1996.

## Děj
Těžce zesláblý muž jménem Linton těsně před smrtí pověděl Bigglesovi o tom, že jeho přítel a bývalý Bigglesův spolubojovník Angus Mackail je uvězněn v Jižní Americe v oblasti které se říká „Rajská zahrada“. Název byl jasně falešný, protože místo ráje se zde lidem dostavil hladomor, nemoci a krutá dřina na polích, které vévodili strážní v čele s mužem, který si nechal říkat doktor Liebgarten. Linton byl prvním a jediným člověkem, kterému se podařil utéct. Po delším pátrání se Bigglesově skupině podařilo nalézt Rajskou zahradu. Bigglese s Gingrem zde příjemně přivítal doktor Liebgarten. Po tajném průzkumu oblasti je čekal šok, neboť je doktor odzbrojil a při večeru ve svém domě seznámil s jejich dobře známým protivníkem Erichem von Stalheinem. Biggles ale pohotově jednal a díky tomu se jim podařilo uniknout i s Angusem, který byl po celou tu dobu jejich příchodu uvězněn. Ginger s Angusem se vydali za Algym a Bertiem k letadlu, zatímco Biggles sám pronikl do doktorova bungalowu, kde objevil střelné zbraně a plány na výrobu tajné raketové střely podobné V-2. Poté, co se mu zde podařilo zamknout Stalheina s jeho nadřízeným Stitzenem v opuštěné místnosti, plány ukradl a přibral si navrch i několik zbraní. Během odchodu ho ale kousla tarantule, avšak k jeho štěstí ho zachránili manželé Clarkovi, kteří byli jedni z uvězněných lidí. Potom co se jim podařilo odrazit útok dvou doktorových strážců se Biggles opět setkal s Gingrem a Bertiem, které ke Clarkům dovedl další vězeň jménem Brigham. Společně naplánovali povstání vězňů, které se dalo uskutečnit hlavně díky zbraním, které ukradl Biggles. Ten využil toho, že ten večer všichni velitelé této špinavosti měli schůzku v Liebgartenově domě a „poctil“ je svou návštěvou, kde jim mile rád vysvětlil jak se momentálně situace má. Vybral od nich zpět peníze, které vylákali od lidí a nechal je na noc všechny zavřít do bungalowu. Druhý den se Biggles dozvěděl, že Stitzen ve svém bungalowu založil požár a poté se oběsil. Při pokusu o útěk byl zastřelen další z velitelů jménem Durango, zatímco Stalheinovi s Liebgartenem se podařilo dostat k řece. Při pokusu o přeplavání Liebgartena stáhl pod vodu aligátor a tak jediný kdo z této party velitelů přežil, byl Stalhein, který po přeplavání řeky utekl do džungle. Argentinská vláda se poté postarala o převoz vězňů z oblasti a tak skončilo dobrodružství, na které si Biggles vzal dovolenou.

## Postavy
- James „Biggles“ Bigglesworth
- Algernon „Algy“ Lacey
- Ginger Hebblethwaite
- Bertram „Bertie“ Lissie
- Angus Mackail
- Joe a Lil Clarkovi
- Tom Brigham
- Linton
- generál Raymond

### Stalheinova skupina
- Erich von Stalhein
- doktor Liebgarten – vl. jménem Rodnitz
- Paul Stitzen
- plukovník José Durango
- Pedro – doktorův sluha
- Johann Kraft – strůjce rakety

## Letadla
- hydroplán „Navigátor“ – přesný typ není uveden